# Zin Mar Aung
Zin Mar Aung (en birmano: ဇင် မာ အောင်; 14 de junio de 1976) es una política, activista y ex presa política birmana que se desempeñó como diputada de la Cámara de Representantes para la circunscripción del municipio de Yankin desde 2016 hasta su destitución en el golpe de Estado de 2021.

## Educación y primeros años
Zin Mar Aung nació el 14 de junio de 1976 en Rangún (Birmania). Se graduó con la asignatura de botánica de la Universidad de Educación a Distancia en Yangon.

## Carrera política
Zin Mar Aung, mientras era estudiante universitario en la década de 1990, se convirtió en activo en la oposición al gobierno militar de Birmania. En 1998, fue arrestada en una manifestación de protesta pacífica por leer un poema y una declaración en la que pedía al gobierno militar que respetara los resultados de las elecciones. Fue detenida y condenada ante un tribunal militar, que no le permitió estar representada por un abogado. Zin Mar Aung fue condenado a 28 años de prisión. Pasó 11 años como prisionera política, casi nueve de los cuales estuvo en régimen de aislamiento. En 2009, fue liberada repentinamente del cautiverio y retomó sus actividades en la sociedad civil. Creó un grupo de estudios de impacto cultural para difundir la idea de que la cultura asiática y la democracia son compatibles, así como una asociación de autoayuda para mujeres ex presas políticas y la Escuela de Ciencias Políticas de Yangon.
Zin Mar Aung ha fundado una serie de grupos de la sociedad civil que se ocupan del desarrollo democrático, el empoderamiento de la mujer, la tolerancia étnica y la prestación de asistencia a ex presos de conciencia. El grupo Rainfall fomenta una mayor participación de las mujeres en la vida pública y la Escuela de Ciencias Políticas de Yangon educa a los jóvenes birmanos sobre política y democracia. En 2012 dirige una organización para crear conciencia sobre los problemas que afectan a las minorías étnicas en las zonas de conflicto. En ese momento, fue reconocida por la Secretaria de Estado de los Estados Unidos, Hillary Rodham Clinton, como ganadora del premio anual “Premio internacional a las Mujeres de Coraje”. A partir de 2013, está trabajando con la Fundación Internacional de Sistemas Electorales sobre el empoderamiento político de las mujeres en el marco del Global Women's Leadership Fund.
En las elecciones generales de Myanmar de 2015, se impugnó en la circunscripción del municipio de Yankin para la Cámara de Representantes y ganó un escaño por 27 392 votos.
En las elecciones generales de Myanmar de 2020, fue reelegida como diputada de la Cámara de Representantes por el municipio de Yankin, pero no se le permitió asumir su escaño debido a un golpe militar. Debido a ello, el 15 de febrero de 2021, se convirtió en miembro del Comité Representante del Pyidaungsu Hluttaw, la legislatura conformada por los civiles derrocados.
El 2 de marzo de 2021, el Comité Representante del Pyidaungsu Hluttaw la nombró Ministra interina de Relaciones Exteriores de la Unión en su gabinete.